# Штип (община)
Община Штіп (мак. Општина Штип) — община в Північній Македонії. Адміністративний центр — місто Штип. Розташована в східній частині Македонії в регіоні Східний регіон. Населення 47 796 мешканців, які проживають на території, площею  — 583,24 км².

## Населення
Дані перепису 2002 року общини Штип, яка складається з 44 населених пунктів з центром в місті Штіп:
| Штіп (община) | Всього | Македонці | Турки | Цигани | Арумуни | Серби | Албанці | Босняки | Інші |
| Всього        | 47796  | 41670     | 1272  | 2195   | 2074    | 294   | 12      | 11      | 265  |
| Жінки         | 23876  | 20935     | 612   | 1039   | 981     | 153   | 4       | 6       | 146  |
| Чоловіки      | 23920  | 20735     | 660   | 1156   | 1093    | 144   | 8       | 5       | 119  |